# Сётю (нэнго)
Сётю (яп. 正中 сё:тю:) — девиз правления (нэнго) японского императора Го-Дайго, использовавшийся с 1324 по 1326 год .
Девиз правления Сётю был объявлен в связи с началом нового 60-летнего цикла китайского календаря.

## Продолжительность
Начало и конец эры:
- 9-й день 12-й луны 4-го года Гэнкё (по юлианскому календарю — 25 декабря 1324);
- 26-й день 4-й луны 3-го года Сётю (по юлианскому календарю — 28 мая 1326).

## Происхождение
Название нэнго было заимствовано из древнекитайского сочинения Книга Перемен:「見龍在田利見大人、何謂也、子曰、龍徳而正中者也、又曰、需有孚、元亨、貞吉位乎天位、以正中也」.

## События
даты по юлианскому календарю
- 1324 год (1-я луна 1-го года Сётю) — в возрасте 41 года скончался найдайдзин Саёндзи Кинсигэ[5];
- 1324 год (3-я луна 1-го года Сётю) — император посетил храм Ивасимидзу[5];
- 1324 год (3-я луна 1-го года Сётю) — император посетил святилище Камо[5];
- 1324 год (5-я луна 1-го года Сётю) — скончался Коноэ Иэхира, кампаку времён императора Ханадзоно[6];
- 1324 год (6-я луна 1-го года Сётю) — в возрасте 58 лет скончался бывший император Го-Уда[6];
- 1325 год (6-я луна 2-го года Сётю) — в возрасте 62 лет скончался бывший сёгун, князь Корэясу[6];
- 1325 год (12-я луна 2-го года Сётю) — в возрасте 36 лет скончался бывший кампаку Итидзё Утицунэ[6];
- 1326 год (3-й год Сётю) — сообщение о беременности императрицы Саёндзи-но Киси, любимой жены императора Го-Дайго, впоследствии оказавшееся ложным[7];

### Смута годов Сётю
В годы Сётю продолжился упадок рода Ходзё и загнивание Камакурского сёгуната. Очередным всплеском общественного недовольства стал заговор 1324 года, в котором участвовали император и высшие должностные лица страны.

## Сравнительная таблица
Ниже представлена таблица соответствия японского традиционного и европейского летосчисления. В скобках к номеру года японской эры указано название соответствующего года из 60-летнего цикла китайской системы гань-чжи. Японские месяцы традиционно названы лунами.
| 1-й год Сётю (Деревянная Крыса) | 1-я луна*      | 2-я луна               | 3-я луна* | 4-я луна  | 5-я луна* | 6-я луна  | 7-я луна  | 8-я луна*  | 9-я луна    | 10-я луна  | 11-я луна* | 12-я луна  |               |
| ------------------------------- | -------------- | ---------------------- | --------- | --------- | --------- | --------- | --------- | ---------- | ----------- | ---------- | ---------- | ---------- | ------------- |
| Юлианский календарь             | 27 января 1324 | 25 февраля             | 26 марта  | 24 апреля | 24 мая    | 22 июня   | 22 июля   | 21 августа | 19 сентября | 19 октября | 18 ноября  | 17 декабря |               |
| 2-й год Сётю (Деревянный Бык)   | 1-я луна*      | 1-я луна* (високосная) | 2-я луна  | 3-я луна* | 4-я луна  | 5-я луна* | 6-я луна  | 7-я луна*  | 8-я луна    | 9-я луна   | 10-я луна* | 11-я луна  | 12-я луна     |
| Юлианский календарь             | 16 января 1325 | 14 февраля             | 15 марта  | 14 апреля | 13 мая    | 12 июня   | 11 июля   | 10 августа | 8 сентября  | 8 октября  | 7 ноября   | 6 декабря  | 5 января 1326 |
| 3-й год Сётю (Огненный Тигр)    | 1-я луна*      | 2-я луна               | 3-я луна* | 4-я луна* | 5-я луна* | 6-я луна  | 7-я луна* | 8-я луна   | 9-я луна    | 10-я луна  | 11-я луна* | 12-я луна  |               |
| Юлианский календарь             | 4 февраля 1326 | 5 марта                | 4 апреля  | 3 мая     | 1 июня    | 30 июня   | 30 июля   | 28 августа | 27 сентября | 27 октября | 26 ноября  | 25 декабря |               |

* звёздочкой отмечены короткие месяцы (луны) продолжительностью 29 дней. Остальные месяцы длятся 30 дней.